# Mathieu II de Lorraine
Pour les articles homonymes, voir Mathieu.
Mathieu II de Lorraine, né vers 1193, mort en 1251, fut duc de Lorraine de 1220 à 1251. Il était fils du duc Ferry II et d'Agnès de Bar.

## Biographie
Il succède à son frère Thiébaut Ier en 1220, et doit immédiatement constituer un douaire, avec la ville de Nancy, pour sa belle-sœur Gertrude de Dagsbourg, qui se remarie avec le comte de Champagne Thibaut IV. Il doit en outre se reconnaître vassal du comte de Champagne pour la ville de Neufchâteau. Thibaut IV avait espéré par son mariage mettre la main sur le comté de Metz, mais échoua et ne tarda pas à répudier Gertrude. Celle-ci n'eut pas d'enfants d'un troisième mariage, et Nancy reviendra au duché à sa mort en 1225.
Mathieu reste très proche de l'empereur Frédéric II de Hohenstaufen dans le conflit qui oppose celui-ci avec son fils Henri VII, roi des Romains ; il collabore avec lui et l'accompagne durant la sixième croisade, puis en Italie en 1235. Mais le 31 mai 1247, il s'engage auprès de l'Église à lutter contre Frédéric, Conrad et leurs partisans ; il est alors relevé de son vœu de participer à la septième croisade par son frère Jacques, évêque de Metz.
C'est sous la bannière de Mathieu que combattent Thibaud IV comte de Champagne, Ferrand comte de Flandre, Conrad sire de Risse et de Pierrepont, Thierry comte de Montbéliard et Jean comte de Chalon, dans une guerre qui se déroule en Champagne et en Bourgogne en 1229 ; ils se sont alliés à Thibaud IV, en conflit avec une coalition de barons qui lui font grief d'avoir soutenu avec les armes, Blanche de Castille en janvier 1229 quand elle s'est emparé du château de Bellême (ce château appartenait à Pierre Mauclerc). Les barons sont alliés à Henri II de Bar, Hugues duc de Bourgogne, Guignes comte de Forez et de Nevers ; le chef de cette coalition est Philippe Hurepel, comte de Boulogne et fils de Philippe-Auguste. Mathieu et ses alliés sont vite rejoints par le comte de Grandpré, le comte de Rethel et l'évêque de Metz.
En janvier 1230, Henri II de Bar, aidé d'Hugues II de Vaudémont et de Ferry comte de Toul, pénètre en Lorraine, ravage soixante-dix villages et prend le château de Pierrepont. Mathieu détruit le pont de Mousson et sa forteresse, ravage une partie du comté de Vaudémont et bat le comte de Toul à Charmes et à Fougerolles. Cette guerre est entrecoupée par plusieurs trêves à la demande de Louis IX. Les combats cessent au début du mois de septembre 1230 et un traité de paix est signé entre Henri et Mathieu,en présence du roi, le 12 décembre 1230 (Traité de Melun).
Durant ce conflit, Mathieu dut faire face à l'agitation de certains seigneurs lorrains, comme le comte de Lunéville, discrètement soutenu par le comte de Bar. Une victoire, suivi d'un échange de terres, permit le rattachement de Lunéville au duché.
Allié aux habitants de Metz et au comte Henri II de Bar, il s'est opposé à Jean Ier d'Apremont lors de la guerre des Amis de 1231 à 1234.
Comme ses prédécesseurs, le duc Mathieu a eu maille à partir avec les établissements religieux dont il était l'avoué. Les chanoines de Saint-Dié lui reprochent de s'emparer de l'héritage des clercs de leur chapitre ; ce conflit dure de 1228 à 1232, et ne cesse définitivement qu'après l'échange de terres avec le comte de Lunéville, en juin 1234.
De 1229 à 1232 du fait de la guerre de Champagne, Mathieu a levé des troupes sur le territoire des abbesses de Remiremont ; il a de plus levé des impôts supplémentaires sur les terres qu'il possède en indivis avec ces mêmes abbesses, ce qu'elles condamnent. Ce conflit se règle par l’intermédiaire de son frère évêque de Metz, avec une contrepartie financière importante.
Le comte Henri II de Bar étant mort en 1240, Mathieu tente de reprendre les châteaux perdus sur son jeune fils, Thiébaut II de Bar, mais la paix est signée en 1245, et dure plusieurs décennies. La même année l'empereur Frédéric II est excommunié, et Mathieu commence à prendre des distances, avant de se rallier au pape Innocent IV en 1247.
Malade en janvier 1251 (son dernier acte officiel date du 19 janvier 1251), il meurt probablement le 9 février 1251 d'après le nécrologe de l'abbaye de Beaupré, après avoir négocié le mariage de son fils avec la fille du comte de Champagne.
Il est le dernier duc de Lorraine à être enterré à l'abbaye de Sturzelbronn.

## Mariage et enfants

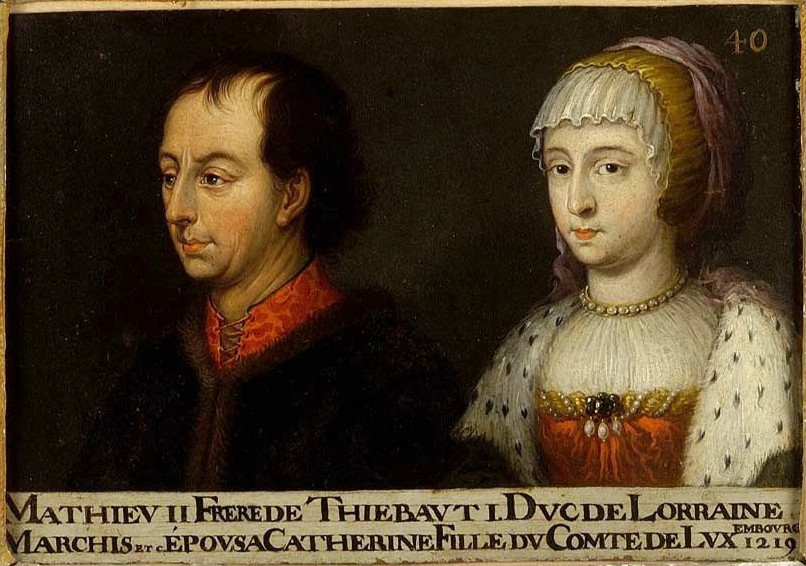
Mathieu II et son épouse Catherine de Limbourg (XVIIe siècle).

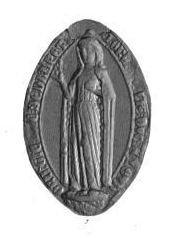
Sceau de Laure de Lorraine.

Il avait épousé en 1225 Catherine de Limbourg († 1255), fille de Waléran III, duc de Limbourg et comte de Luxembourg, et d'Ermesinde, comtesse de Luxembourg, et avait eu :
- Ferry III (1240 † 1302), duc de Lorraine ;
- Laure, mariée en 1250 à Jean Ier de Dampierre, vicomte de Troyes († 1258), puis à Guillaume de Vergy, sire de Mirebeau et d'Autrey ;
- Isabelle († 1266), mariée à Guillaume V, comte de Vienne († 1255 ou 1247), puis en 1256 à Jean de Chalon (1243 † 1309 ; fils cadet de Jean l'Antique), qui, veuf, se remariera en 1268 avec Alix de Bourgogne et deviendra comte d'Auxerre ;
- Catherine, mariée en 1255 à Richard de Montfaucon († 1279), fils de Thierry III, comte de Montbéliard ;
- Adeline[3] († vers 1278), mariée à Louis de Savoie († 1302), baron de Vaud.